# غوردون فيري
غوردون فيري (بالإنجليزية: Gordon Ferry)‏ هو لاعب كرة قدم بريطاني، ولد في 22 ديسمبر 1943 في سندرلاند في المملكة المتحدة. لعب مع أتلانتا تشيفز ونادي أرسنال ونادي بارنت ونادي ليتون أورينت.